# Chusiphuncula sorbarisucta
Chusiphuncula sorbarisucta är en insektsart som beskrevs av Zhang, G.-x. 1998. Chusiphuncula sorbarisucta ingår i släktet Chusiphuncula och familjen långrörsbladlöss. Inga underarter finns listade i Catalogue of Life.